# 谷計成
谷 計成（たに かずなり、1975年7月9日-）は、日本の音楽プロデューサー、作詞家、作曲家、編曲家、トラックメイカー、写真家、映像作家である。2019年より映画製作会社の株式会社ブースタープロジェクト所属。クリエイターレーベル：joylous_Tokyo主宰。

## 経歴
和歌山県出身。摂南大学卒業後、一般企業に就職。後にTAZZ名義にてtwenty4-7のシングル「FlyOut」にてメジャー・デビュー後脱サラ。その後もMs.OOJA、倖田來未、東方神起、SOLIDEMO等へ200曲以上の楽曲提供、プロデュースなどを手がける。近年はポートレート、アーティストのライブ・ジャケット撮影、フォトコン受賞など写真家としても活動。MV・WEB CMなどのビジュアル、映像制作のクリエイティブ活動も行い活動の場を広げている。

## MUSIC VIDEO
- 『線香花火』ベリーグッドマン（Dir/2019年）
- 『紫陽花』Ms.OOJA（Dir/2019年）
- 『裸~Nude』（2019年、ゆしん（Dir/2019年）
- 『Baby don't you let me go』Ms.OOJA（Dir/2019年）
- 『Woman "Wの悲劇"より』Ms.OOJA（Dir/2020年）

## PR VIDEO
- 『藤井寺市プロモーションビデオ』
  - 「改札を抜けると世界遺産〜古墳のまちの日常編」（Dir/2019年）